# Anders Svensson
Anders Svensson (Göteborg, Švedska, 17. srpnja 1976.) je švedski umirovljeni nogometaš i bivši nacionalni reprezentativac. Igrao je u veznom redu.

## Karijera

### Klupska karijera
Svensson je započeo juniorsku karijeru u Guldhedensu zatim igra u Hestraforsu i Elfsborgu. Profesionalnu karijeru započeo je 1993. godine u Elfsborgu, gdje je igrao osam godina. U osam godina odigrao je 155 utakmica i postigao 38 pogodaka. Godine 2001. prelazi u engleski Southampton gdje je odigrao 127 utakmica i postigao 10 pogodaka. Nakon četiri godine u Engleskoj vraća se u Švedsku ponovo u Elfsborg, gdje i danas igra.

### Reprezentativna karijera
Svensson je za Švedsku debitirao 1999. godine u utakmici protiv Južne Afrike. Odigrao je 139 utakmica i postigao 19 pogodaka. S reprezentacijom je sudjelovao na tri Europska prvenstva 2004., 2008., i 2012. godine, također je sudjelovao na Svjetskom prvenstvu u Južnoj Koreji i Japanu 2002. kao i u Njemačkoj 2006. godine.

## Osvojeni trofeji
IF Elfsborg
- Allsvenskan: 2006., 2012.
- Švedski kup: 2001.
- Svenska Supercupen: 2007.
- Atlantic kup: 2011.

 Southampton
- FA kup finale: 2003.

## Vanjske poveznice
- Statistika na soccerbase.com
- Profil